# Qualificazioni al campionato europeo femminile di calcio 2009 - Fase a gironi, gruppo 2
Il gruppo 2 delle qualificazioni al campionato europeo femminile di calcio 2009 è composto da cinque squadre: Irlanda, Italia, Romania, Svezia e Ungheria.

## Classifica
| Pos | Squadra  | Pt | G | V | N | P | GF | GS | DR  |
| --- | -------- | -- | - | - | - | - | -- | -- | --- |
| 1.  | Svezia   | 24 | 8 | 8 | 0 | 0 | 31 | 0  | +31 |
| 2.  | Italia   | 18 | 8 | 6 | 0 | 2 | 23 | 7  | +16 |
| 3.  | Irlanda  | 12 | 8 | 4 | 0 | 4 | 10 | 14 | -4  |
| 4.  | Romania  | 4  | 8 | 1 | 1 | 6 | 8  | 28 | -20 |
| 5.  | Ungheria | 1  | 8 | 0 | 1 | 7 | 6  | 29 | -23 |

Svezia qualificata. Italia e Irlanda ai playoff.

### Risultati
| Arbitro: | Marija Damjanović |

|                      |           |            |
| Taylor 43’ Byrne 50’ | Marcatori | 28’ Gáspár |

| Arbitro: | Alexandra Ihringova |

|  |           |                         |
|  | Marcatori | 42’ Seger 90+3’ Fischer |

| Arbitro: | Sabine Bonnin |

|                             |           |                                     |
| Jakab 40’, 68’ Milassin 89’ | Marcatori | 31’ Spânu Olar 38’ Rus 87’ Pufulete |

| Arbitro: | Tanja Schett |

|             |           |                         |
| O'Toole 76’ | Marcatori | 40’ Paliotti 59’ Panico |

| Arbitro: | Gordana Kuzmanović |

|  |           |                                                         |
|  | Marcatori | 6’, 25’, 35’, 38’, 68’ Svensson 14’ Sjögran 75’ Schelin |

| Arbitro: | Kirsi Heikkinen |

|                                                                             |           |  |
| Svensson 12’, 86’ Marklund 16’ Sjögran 22’ Segerström 52’, 88’ Lundin 90+1’ | Marcatori |  |

| Arbitro: | Rachel Cohen |

|  |           |                 |
|  | Marcatori | 12’, 14’ Curtis |

| Arbitro: | Paloma Quintero Siles |

|                  |           |                                   |
| Pádár 70’ (rig.) | Marcatori | 58’ D'Adda 76’ Panico 87’ Tuttino |

| Arbitro: | Kirsi Heikkinen |

|                        |           |              |
| O'Brien 18’ Curtis 31’ | Marcatori | 40’ Pufulete |

| Arbitro: | Bente Skogvang |

|                                                      |           |  |
| Boni 27’ Panico 41’ Paliotti 60’, 66’ Gabbiadini 68’ | Marcatori |  |

| Arbitro: | Natalia Avdonchenko |

|                                                   |           |            |
| Fuselli 83’ Gabbiadini 85’ Panico 86’ Conti 90+1’ | Marcatori | 13’ Taylor |

| Arbitro: | Aneliya Sinabova |

|  |           |                       |
|  | Marcatori | 1’ O'Brien 63’ Curtis |

| Arbitro: | Snježana Fočić |

|  |           |                                                                 |
|  | Marcatori | 12’ Karlsson 23’ Larsson 34’, 69’ Lundin 37’ Fischer 79’ Edlund |

| Arbitro: | Bibiana Steinhaus |

|               |           |  |
| Landström 90’ | Marcatori |  |

| Arbitro: | Efthalia Mitsi |

|                |           |                                                                       |
| Spânu Olar 29’ | Marcatori | 13’, 67’ Gabbiadini 26’ Panico 41’ (rig.) Zorri 48’ Conti 85’ Fuselli |

| Arbitro: | Nadezhda Ulyanovskaya |

|                                   |           |           |
| Amza 9’ Spânu Olar 31’ Sârghe 82’ | Marcatori | 16’ Pádár |

| Arbitro: | Claudine Brohet |

|  |           |                                                       |
|  | Marcatori | 18’, 73’ Westberg 23’ Svensson 28’ Öqvist 86’ Schelin |

| Arbitro: | Natalia Avdonchenko |

|                         |           |  |
| Sjögran 32’ Fischer 37’ | Marcatori |  |

| Arbitro: | Tanja Schett |

|            |           |  |
| Edlund 42’ | Marcatori |  |

| Arbitro: | Kateryna Monzul' |

|                    |           |  |
| Tona 19’, 31’, 54’ | Marcatori |  |

## Statistiche

### Classifica marcatrici
8 reti
- Victoria Sandell Svensson

5 reti
- Patrizia Panico

4 reti
- Stephanie Curtis
- Melania Gabbiadini

3 reti
- Venusia Paliotti
- Elisabetta Tona

- Florentina Spânu Olar
- Nilla Fischer

- Therese Lundin
- Therese Sjögran

2 reti
- Michele O'Brien
- Katie Taylor
- Pamela Conti
- Silvia Fuselli

- Daniela Simona Pufulete
- Madelaine Edlund
- Lotta Schelin
- Stina Segerström

- Karolina Westberg
- Réka Jakab
- Anita Pádár (1 rig.)

1 rete
- Susan Byrne
- Olivia O'Toole
- Valentina Boni
- Roberta D'Adda
- Alessia Tuttino
- Tatiana Zorri (1 rig.)

- Sorina Amza
- Laura Rus
- Raluca Sârghe
- Maria Karlsson
- Jessica Landström
- Sara Larsson

- Hanna Marklund
- Josefine Öqvist
- Caroline Seger
- Cecília Gáspár
- Erzsébet Milassin